# ㅾ
ㅾは、ハングルを構成する子音字母のひとつ。現在は使用されない古いハングル字母であり、ㅅとㅈを組み合わせて作られている。ㅅ系合用並書の字母の一つとして、近代朝鮮語で初声に用いられた。ㅈの濃音（現在のㅉに相当）を表していたとされる。